# Stanley Tucci
Stanley Tucci (/ˈtuːtʃi/; tiếng Ý: [ˈtuttʃi]; sinh ngày 11 tháng 11 năm 1960) là một đạo diễn, diễn viên, nhà văn, nhà sản xuất Mỹ. Ông được đề cử cho giải Oscar cho nam diễn viên phụ xuất sắc nhất cho vai diễn trong The Lovely Bones (2009), và giành một giải Emmy cho vai diễn trong Winchell. Ông cũng đã được đề cử cho giải thưởng Grammy cho nói hay nhất Lời Album cho trẻ em, cho The One and Only Shrek!.

## Tiểu sử
Tucci sinh ra ở Peekskill, New York, và lớn lên ở Katonah gần đó, là con của Joan (nhũ danh Tropiano), một người làm nghề thư ký và nhà văn, và Stanley Tucci, Sr., một giáo viên nghệ thuật ở Trường trung học Horace tại Chappaqua, New York. Cha mẹ anh, cả hai đều là người Mỹ gốc Ý, có quê gốc ở Calabria. Anh là con cả trong gia đình ba người con; em gái anh là nữ diễn viên Christine Tucci. Nhà biên kịch Joseph Tropiano là một người anh em bà con. Trong đầu thập niên 1970, gia đình học đã trải qua một năm ở Firenze, Italia. Anh học Trường trung học John Jay, sau đó học SUNY Purchase, nơi anh học diễn xuất và tốt nghiệp năm 1982.

## Sự nghiệp phim

### Điện ảnh
| Năm  | Tựa                                        | Vai                                    | Ghi chú                             |
| ---- | ------------------------------------------ | -------------------------------------- | ----------------------------------- |
| 1985 | Prizzi's Honor                             | Soldier                                |                                     |
| 1987 | Who's That Girl                            | 2nd Dock Worker                        |                                     |
| 1988 | Monkey Shines                              | Dr. John Wiseman                       |                                     |
| 1989 | Slaves of New York                         | Darryl                                 |                                     |
| 1989 | Fear, Anxiety, & Depression                | Donny                                  |                                     |
| 1990 | The Feud                                   | Harvey Yelton                          |                                     |
| 1990 | Quick Change                               | Johnny                                 |                                     |
| 1991 | Men of Respect                             | Mal                                    |                                     |
| 1991 | Billy Bathgate                             | Lucky Luciano                          |                                     |
| 1992 | In the Soup                                | Gregoire                               |                                     |
| 1992 | Beethoven                                  | Vernon                                 |                                     |
| 1992 | Prelude to a Kiss                          | Taylor                                 |                                     |
| 1992 | The Public Eye                             | Sal                                    |                                     |
| 1993 | Undercover Blues                           | Muerte                                 |                                     |
| 1993 | The Pelican Brief                          | Khamel                                 |                                     |
| 1994 | It Could Happen to You                     | Eddie Biasi                            |                                     |
| 1994 | Mrs. Parker and the Vicious Circle         | Fred Hunter                            |                                     |
| 1994 | Somebody to Love                           | George                                 |                                     |
| 1995 | Jury Duty                                  | Frank/Billy                            |                                     |
| 1995 | Kiss of Death                              | Frank Zioli                            |                                     |
| 1995 | Sex & the Other Man                        | Arthur                                 |                                     |
| 1995 | A Modern Affair                            | Peter Kessler                          |                                     |
| 1996 | The Daytrippers                            | Louis D'Amico                          |                                     |
| 1996 | Big Night                                  | Secondo                                | Kiêm biên kịch, đạo diễn & sản xuất |
| 1997 | Deconstructing Harry                       | Paul Epstein                           |                                     |
| 1997 | The Alarmist                               | Heinrich Grigoris                      |                                     |
| 1997 | A Life Less Ordinary                       | Elliot Zweikel                         |                                     |
| 1998 | The Eighteenth Angel                       | Todd Stanton                           |                                     |
| 1998 | Montana                                    | Nicholas Roth                          |                                     |
| 1998 | The Impostors                              | Arthur                                 | Kiêm biên kịch, đạo diễn & sản xuất |
| 1999 | A Midsummer Night's Dream                  | Puck                                   |                                     |
| 1999 | In Too Deep                                | Preston D'Ambrosio                     |                                     |
| 2000 | Joe Gould's Secret                         | Joe Mitchell                           | Kiêm đạo diễn & sản xuất            |
| 2001 | Sidewalks of New York                      | Griffin Risto                          |                                     |
| 2001 | America's Sweethearts                      | Dave Kingman                           |                                     |
| 2001 | The Whole Shebang                          | Giovanni Bazinni                       |                                     |
| 2002 | Big Trouble                                | Arthur Herk                            |                                     |
| 2002 | Road to Perdition                          | Frank Nitti                            |                                     |
| 2002 | Maid in Manhattan                          | Jerry Siegel                           |                                     |
| 2003 | The Core                                   | Dr. Conrad Zimsky                      |                                     |
| 2003 | Spin                                       | Frank Haley                            |                                     |
| 2004 | The Life and Death of Peter Sellers        | Stanley Kubrick                        |                                     |
| 2004 | The Terminal                               | Frank Dixon                            |                                     |
| 2004 | Shall We Dance?                            | Link                                   |                                     |
| 2005 | Robots                                     | Herb Copperbottom (lồng tiếng)         |                                     |
| 2006 | Lucky Number Slevin                        | Det. Brikowski                         |                                     |
| 2006 | The Devil Wears Prada                      | Nigel                                  |                                     |
| 2007 | Four Last Songs                            | Larry                                  |                                     |
| 2007 | The Hoax                                   | Shelton Fisher                         |                                     |
| 2008 | Blind Date                                 | Don                                    | Kiêm biên kịch & đạo diễn           |
| 2008 | Kit Kittredge: An American Girl            | Mr. Berk                               |                                     |
| 2008 | Space Chimps                               | The Senator (lồng tiếng)               |                                     |
| 2008 | Swing Vote                                 | Martin Fox                             |                                     |
| 2008 | What Just Happened                         | Scott Solomon                          |                                     |
| 2008 | The Tale of Despereaux                     | Boldo (lồng tiếng)                     |                                     |
| 2009 | Julie & Julia                              | Paul Child                             |                                     |
| 2009 | The Lovely Bones                           | George Harvey                          |                                     |
| 2010 | Easy A                                     | Dill Penderghast                       |                                     |
| 2010 | Burlesque                                  | Sean                                   |                                     |
| 2010 | Margin Call                                | Eric Dale                              |                                     |
| 2011 | Captain America: The First Avenger         | Dr. Abraham Erskine                    |                                     |
| 2012 | The Hunger Games                           | Caesar Flickerman                      |                                     |
| 2012 | Gambit                                     | Zaidenweber                            |                                     |
| 2012 | The Company You Keep                       | Ray Fuller                             |                                     |
| 2013 | Jack the Giant Slayer                      | Lord Roderick                          |                                     |
| 2013 | Percy Jackson: Sea of Monsters             | Dionysus (Mr. D)                       |                                     |
| 2013 | The Fifth Estate                           | James Boswell                          |                                     |
| 2013 | The Hunger Games: Catching Fire            | Caesar Flickerman                      |                                     |
| 2013 | Some Velvet Morning                        | Fred                                   |                                     |
| 2014 | The Wind Rises                             | Giovanni Battista Caproni (lồng tiếng) |                                     |
| 2014 | Mr. Peabody & Sherman                      | Leonardo da Vinci (lồng tiếng)         |                                     |
| 2014 | Muppets Most Wanted                        | Ivan the Guard                         | Vai khách mời                       |
| 2014 | Transformers: Age of Extinction            | Joshua Joyce                           |                                     |
| 2014 | Wild Card                                  | Baby                                   |                                     |
| 2014 | A Little Chaos                             | Philippe I, Công tước xứ Orléans       |                                     |
| 2014 | The Hunger Games: Mockingjay – Part 1      | Caesar Flickerman                      |                                     |
| 2015 | Larry Gaye: Renegade Male Flight Attendant | Publishing Executive                   |                                     |
| 2015 | Spotlight                                  | Mitchell Garabedian                    |                                     |
| 2015 | The Hunger Games: Mockingjay – Part 2      | Caesar Flickerman                      |                                     |
| 2016 | Patient Zero                               |                                        | Đang quay phim                      |
| 2017 | Beauty and the Beast                       | Cadenza                                | Đang quay phim                      |

### Truyền hình
| Năm      | Tựa                                                | Vai                                  | Ghi chú                                                        |
| -------- | -------------------------------------------------- | ------------------------------------ | -------------------------------------------------------------- |
| 1987     | Crime Story                                        | Zack Lowman                          | 1 tập: "The Battle of Las Vegas"                               |
| 1987     | Kojak: The Price of Justice                        | 1st Tenant                           | Unknown episodes                                               |
| 1988     | The Street                                         | Arthur Scolari                       | Unknown episodes                                               |
| 1986–88  | Miami Vice                                         | Frank Mosca, Steven Demarco          | 3 tập                                                          |
| 1988     | The Equalizer                                      | Assemblyman Phillip Wingate          | 1 tập: "The Last Campaign"                                     |
| 1988–89  | Wiseguy                                            | Rick Pinzolo                         | 5 tập                                                          |
| 1989–90  | thirtysomething                                    | Karl Draconis                        | 2 tập                                                          |
| 1990     | Revealing Evidence: Stalking the Honolulu Stranger | Detective Patrick McGuire            | Television movie                                               |
| 1990     | Lifestories                                        | Art Conforti                         | 1 tập: "Art Conforti"                                          |
| 1990–91  | Equal Justice                                      | Detective Frank Mirelli              | 3 tập                                                          |
| 1995–96  | Murder One                                         | Richard Cross                        | 23 tập                                                         |
| 1998     | Winchell                                           | Walter Winchell                      | Phim điện ảnh chiếu trên TV                                    |
| 2000     | Bull                                               | Hunter Lasky                         | 5 tập                                                          |
| 2001     | Conspiracy                                         | Adolf Eichmann                       | Phim điện ảnh chiếu trên TV                                    |
| 2004     | Frasier                                            | Morrie (caller)                      | 1 tập: "Frasier-Lite"                                          |
| 2006     | Monk                                               | David Ruskin                         | 1 tập: "Mr. Monk and the Actor"                                |
| 2006     | 3 lbs.                                             | Dr. Douglas Hanson                   | 6 tập                                                          |
| 2007–08  | ER                                                 | Dr. Kevin Moretti                    | 10 tập                                                         |
| 2012     | 30 Rock                                            | Henry Warren                         | 1 tập: "Alexis Goodlooking and the Case of the Missing Whisky" |
| 2012     | Robot Chicken                                      | Party Host (lồng tiếng)              | 1 tập: "Butchered in Burbank"                                  |
| 2013     | American Dad!                                      | Lorenzo                              | Permanent Record Wrecker                                       |
| 2014–nay | BoJack Horseman                                    | Herb Kazzaz (lồng tiếng)             | Vai phụ, mùa 1 & 2                                             |
| 2015     | Fortitude                                          | DCI Eugene Morton                    | Mùa 1                                                          |
| 2015     | The Italian Americans                              | Narrator                             | 4 tập                                                          |
| 2015     | Peter & Wendy                                      | Captain Hook/Fit Surgeon/Mr. Darling | Phim chính kịch truyền hình                                    |